# Doug Hamilton
Doug Hamilton   (Toronto, 19 d'agost de 1958) és un remer canadenc, ja retirat, que va competir durant les dècades de 1970 i 1980.
El 1984 va prendre part en els Jocs Olímpics d'Estiu de Los Angeles, on va guanyar la medalla de bronze en la competició del quàdruple scull del programa de rem. Formà equip amb Mike Hughes, Phil Monckton i Bruce Ford. Quatre anys més tard, als Jocs de Seül, fou novè en la mateixa prova.
En el seu palmarès també destaquen tres medalles al Campionat del Món de rem, d'or el 1985 i de bronze el 1986 i 1987, sempre en el quàdruple scull. Es retirà a la fi dels Jocs de 1988.
Casat amb la jugadora de bàsquet Lynn Polson, són els pares de Dougie i Freddie Hamilton, jugadors d'hoquei sobre gel a la NHL. Estudià a la Queen's University i la London School of Economics, on es graduà el 1983 i 1987 respectivament. Ha format part de diversos comitès de candidatures importants de la ciutat de Toronto, com ara els Jocs Olímpics d'estiu de 2008 i els Jocs Panamericans de 2015.